# ケーゼクライナー

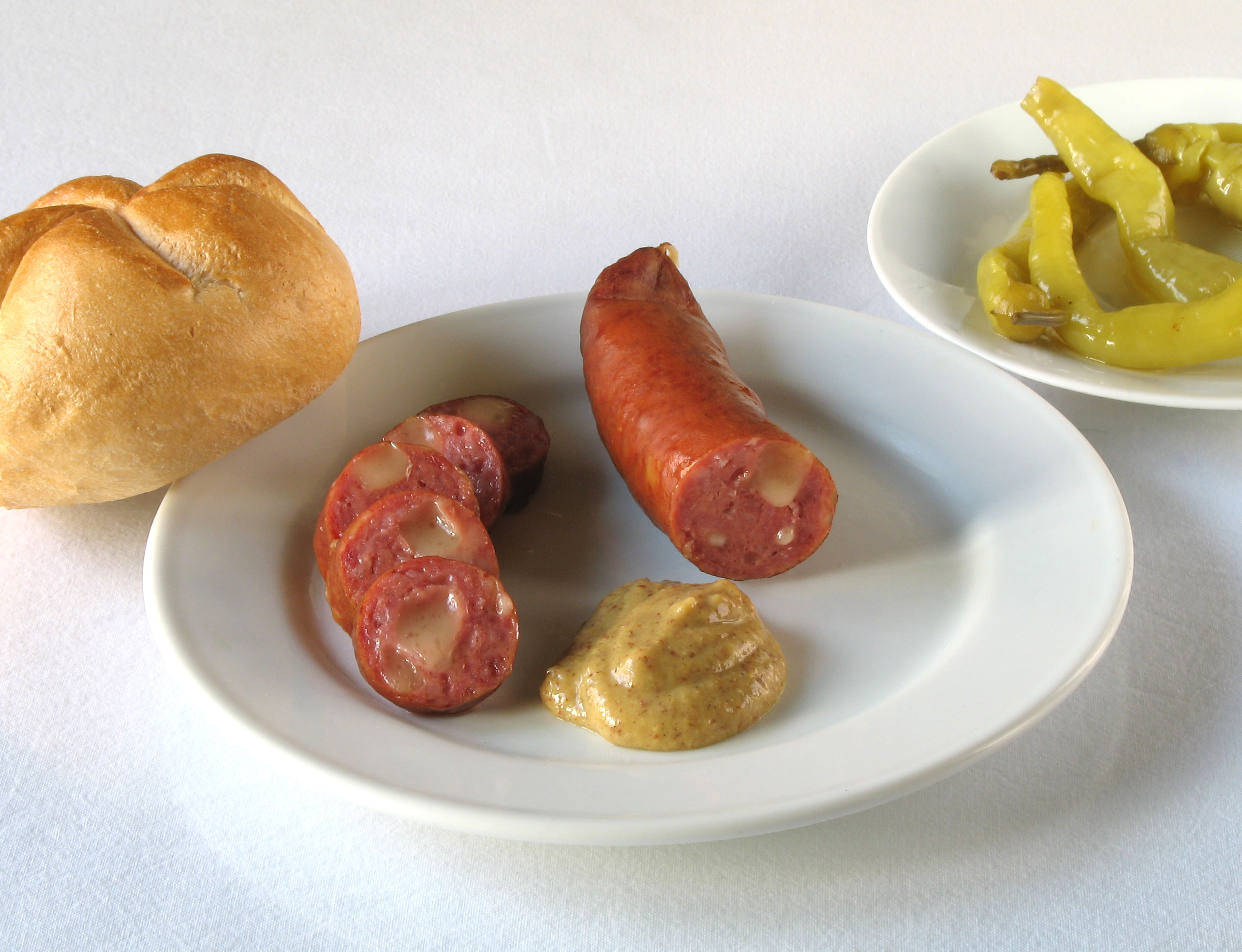
調理されたケーゼクライナー

ケーゼクライナー（ドイツ語: käsekrainer）は、オーストリアのチーズ入りソーセージ。
断面からチーズが流れ出る様子が似ていることから「膿んでるやつ（eitrige）」との俗称がある。
グリルしたケーゼクライナーにケチャップや西洋ワサビを付けて食べたり、ホットドッグにして食される。ホットドッグにしたものはリーゼン・ホットドッグ・ケーゼクライナー（Riesen Hotdog Käsekrainer）とも呼ばれる。
インビスと呼ばれる軽食屋台での人気商品であり、行列ができるような屋台もある。屋台ではカイザーゼンメルやスライスされたブロートがケーゼクライナーについてくることも多い。